# Absentista
Un absentista es el propietario rural o terrateniente que vive lejos de sus tierras, descuidando su explotación o dejándolas directamente ociosas. El absentismo ha sido fuente de conflictos sociales en el campo, especialmente en aquellas sociedades en las que una masa importante de personas no poseía tierras cultivables o solo tenían acceso a parcelas muy reducidas, incapaces de sostener explotaciones económicamente viables.
También se habla de clérigos absentistas en el caso de los eclesiásticos que ocupan un cargo de la Iglesia católica y reciben los beneficios correspondientes, pero que no residen en la demarcación que les corresponde y descuidan sus obligaciones o las delegan a otras personas. El término se aplica especialmente a los obispos de la Edad Media que habitaban no en su diócesis sino en la Corte debido a su papel como políticos; esta práctica fue prohibida por el Concilio de Trento.